# Liste der Ständeräte des Kantons Wallis
Diese Liste zeigt alle Mitglieder des Ständerates aus dem Kanton Wallis seit der Gründung des Bundesstaates im Jahr 1848 bis heute.

## Ständeräte
| Name                    | Partei                         | Amtszeit                      | Geboren | Gestorben |
| ----------------------- | ------------------------------ | ----------------------------- | ------- | --------- |
| Henri Ducrey            | FL                             | 1848–1850                     | 1805    | 1864      |
| Hyacinthe Grillet       | FL                             | 1848–1850                     | 1808    | 1867      |
| Joseph Rion             | LM                             | 1850–1853 1855–1856 1871–1873 | 1804    | 1881      |
| Charles-Louis de Rivaz  | FL                             | 1850–1852                     | 1796    | 1878      |
| Alphonse Morand         | FL                             | 1852–1854                     | 1809    | 1888      |
| Elie de Courten         | KK                             | 1853–1855                     | 1783    | 1863      |
| Maurice-Eugène Filliez  | FL                             | 1854–1855                     | 1811    | 1856      |
| Maurice Claivaz         | FL                             | 1855–1856                     | 1798    | 1883      |
| Joseph Anton Clemenz    | KK                             | 1856–1857 1861–1863 1865–1868 | 1810    | 1872      |
| Hippolyte Pignat        | FL                             | 1856–1857                     | 1813    | 1885      |
| Joseph-Antoine Amacker  | KK                             | 1857–1859                     | 1794    | 1862      |
| Leo Luzian von Roten    | KK                             | 1857–1859                     | 1824    | 1898      |
| Ignaz Zen Ruffinen      | KK                             | 1859–1861 1876–1878           | 1809    | 1890      |
| Joseph Zermatten        | KK                             | 1859–1861                     | 1806    | 1888      |
| Maurice Chappelet       | LM                             | 1861–1863                     | 1827    | 1895      |
| Maurice Evéquoz         | KK                             | 1863–1865 1875–1880           | 1824    | 1889      |
| Hans Anton von Roten    | KK                             | 1863–1865                     | 1826    | 1895      |
| Joseph Chappex          | KK                             | 1865–1868 1880–1888           | 1827    | 1911      |
| Camille de Werra        | KK                             | 1868                          | 1814    | 1875      |
| Peter Ludwig In Albon   | KK                             | 1868–1871                     | 1823    | 1892      |
| Fidèle Joris            | KK                             | 1868–1869                     | 1822    | 1886      |
| Cyprien Barlatey        | KK                             | 1869–1871                     | 1821    | 1891      |
| Felix Clausen           | KK                             | 1871–1873 1878–1885           | 1834    | 1916      |
| Ferdinand de Montheys   | KK                             | 1873–1875                     | 1824    | 1903      |
| Johann Baptist Graven   | KK                             | 1873–1876                     | 1839    | 1907      |
| Gustav Loretan          | KK                             | 1885–1895                     | 1848    | 1932      |
| Henri de Torrenté       | KK                             | 1888–1898 1902–1903           | 1845    | 1922      |
| Ludwig von Kalbermatten | KK                             | 1895–1896                     | 1856    | 1896      |
| Georges de Stockalper   | KK                             | 1896–1898                     | 1860    | 1898      |
| Achille Chappaz         | KK                             | 1898–1902                     | 1854    | 1902      |
| Charles de Preux        | KK                             | 1898–1901                     | 1858    | 1922      |
| Jean-Marie de Chastonay | KK                             | 1901–1906                     | 1845    | 1906      |
| Laurent Rey             | KK                             | 1903–1906                     | 1866    | 1955      |
| Joseph Ribordy          | KK                             | 1906–1923                     | 1857    | 1923      |
| Heinrich von Roten      | KK                             | 1906–1916                     | 1856    | 1916      |
| Julius Zen Ruffinen     | KVP                            | 1917–1920                     | 1847    | 1926      |
| Raymund Loretan         | KVP                            | 1920–1928                     | 1885    | 1963      |
| Pierre Barman           | KVP                            | 1923–1943                     | 1880    | 1944      |
| Raymond Evéquoz         | KVP                            | 1928–1943                     | 1863    | 1945      |
| Viktor Petrig           | KVP                            | 1943–1947                     | 1887    | 1973      |
| Maurice Troillet        | KVP                            | 1943–1955                     | 1880    | 1961      |
| Alfred Clausen          | KVP                            | 1947–1955                     | 1877    | 1957      |
| Marius Lampert          | KVP                            | 1955–1975                     | 1902    | 1991      |
| Joseph Moulin           | KVP                            | 1956–1959                     | 1892    | 1966      |
| Leo Guntern             | CSP                            | 1959–1967                     | 1894    | 1981      |
| Hermann Bodenmann       | KVP                            | 1967–1975                     | 1921    | 1994      |
| Guy Genoud              | CVP                            | 1975–1987                     | 1930    | 1987      |
| Odilo Guntern           | CSP                            | 1975–1983                     | 1937    |           |
| Daniel Lauber           | CVP                            | 1983–1991                     | 1937    |           |
| Édouard Delalay         | CVP                            | 1987–1999                     | 1936    |           |
| Peter Bloetzer          | CSP                            | 1991–1999                     | 1933    | 2018      |
| Simon Epiney            | CVP                            | 1999–2007                     | 1950    |           |
| Rolf Escher             | CVP                            | 1999–2007                     | 1941    |           |
| Jean-René Fournier      | CVP                            | 2007–2019                     | 1957    |           |
| René Imoberdorf         | CSP                            | 2007–2015                     | 1950    |           |
| Beat Rieder             | CVP (bis 2020) Mitte (ab 2021) | 2015–                         | 1963    |           |
| Marianne Maret          | CVP (bis 2020) Mitte (ab 2021) | 2019–                         | 1958    |           |

## Abkürzungen

### Fraktionen
- FL: Freisinnige Linke
- LM: Liberalen Mitte
- KK: Katholisch-Konservative

### Parteien
- CSP: Christlichsoziale Volkspartei Oberwallis (heute:Neo – Die sozialliberale Mitte)
- CVP: Christlichdemokratische Volkspartei
- KVP: Schweizerische Konservative Volkspartei
- Mitte: Die Mitte

## Quelle
- Datenbank aller Ratsmitglieder